# Белгија на Европском првенству у атлетици у дворани 1975.
Белгија је учествовала на 6. Европском првенству у дворани 1975. одржаном  8. и 9. марта у Спортско-забавној дворани Сподек у Катовицама, (Пољска). Репрезентацију Белгије у њеном 6 учешћу на европским првенствима у дворани представљало је 9 спортиста (6 мушкараца и 3 жене) који су се такмичили  у 7 дисциплина (4 мушке и 3 женске).
На овом првенству Белгија је освојила једну сребрну медаљу и у укупном пласману заузела делила 11 место са 11 место са Мађарском и Југославијомод 16 земаља  које су на овом првенству освајале медаље, односно 24 земаље учеснице.
У табели успешности (према броју и пласману такмичара који су учествовали у финалним такмичењима (првих 8 такмичара)) Белгија је са два представника у финалу заузела 11. место са 9 бодова, од 18 земаља које су имале представнике у финалу,  односно 6 нису имале ниједног учесника у финалу: Аустрија, Данска, Луксембург Норвешка Турска и Шпанија.
| Плас. | Земља   | 1. место | 2. место | 3. место | 4. место | 5. место | 6. место | 7. место | 8. место | Бр. финал. - Бод. |
| ----- | ------- | -------- | -------- | -------- | -------- | -------- | -------- | -------- | -------- | ----------------- |
| 11.   | Белгија | −        | 1 − 7    | −        | −        | −        | −        | 1 − 2    | −        | 2 − 9             |

## Учесници
| Бр. | Дисциплина | Мушкарци                 | Жене              | Укупно |
| --- | ---------- | ------------------------ | ----------------- | ------ |
| 1.  | 60 м       |                          | Леа Алерт         | 1      |
| 2.  | 400 м      | Алфонс Бријденбах        |                   | 1      |
| 3.  | 800 м      | Иво Ван Даме Роберт Хофд | Ан-Мари вон Нифел | 3      |
| 4.  | 1.500 м    |                          | Францине Петерс   | 1      |
| 5.  | 3.000 м    | Едгар Салвее Пол Тајс    |                   | 2      |
| 5.  | Скок увис  | Пол де Претер            |                   | 1      |
|     | Укупно     | 7 (9)                    | 1(2)              | 8 (11) |

## Освајачи медаља (1)

### Сребро (1)
Иво Ван Даме — 800 м

## Резултати

### Мушкарци
| Атлетичар         | Дисциплина | Лични рекорд | Квалификације | Квалификације | Полуфинале           | Полуфинале | Финале               | Финале   | Детаљи |
| Атлетичар         | Дисциплина | Лични рекорд | Резултат      | Место         | Резултат             | Место      | Резултат             | Место    | Детаљи |
| ----------------- | ---------- | ------------ | ------------- | ------------- | -------------------- | ---------- | -------------------- | -------- | ------ |
| Алфонс Бријденбах | 400 м      | 46.60        | 48,47, КВ     | 1. у гр. 3    | 48,39                | 3. у пф. 1 | Није се квалификовао | 7. / 9   |        |
| Иво Ван Даме      | 800 м      |              | 1:50,8 кв     | 2. у гр. 1    |                      |            | 1:50,1               |          |        |
| Роберт Хофд       | 800 м      |              | 1:52,7        | 5. у гр. 2    | Није се квалификовао | 8. / 13    |                      |          |        |
| Едгар Салве       | 3.000 м    |              |               |               |                      |            | 8:04,4               | 7. / 13  |        |
| Пол Тајс          | 3.000 м    | 7:51.76      | 8:21,8        | 13. / 13      |                      |            |                      |          |        |
| Полде Прете       | скок увис  |              |               |               |                      |            | 2,10                 | 17. / 18 |        |

### Жене
| Атлетичар         | Дисциплина | Лични рекорд | Квалификације | Квалификације | Полуфинале            | Полуфинале | Финале                 | Финале   | Детаљи |
| Атлетичар         | Дисциплина | Лични рекорд | Резултат      | Место         | Резултат              | Место      | Резултат               | Место    | Детаљи |
| ----------------- | ---------- | ------------ | ------------- | ------------- | --------------------- | ---------- | ---------------------- | -------- | ------ |
| Леа Алерт         | 60 м       |              | 2:12,8        | 6. у гр. 2    | 7,49                  | 6. у пф. 2 | Није се квалификовалла | 11. / 20 |        |
| Ан-Мари вон Нифел | 800 м      |              | 7,40, КВ      | 2. у гр. 4    |                       |            | Није се квалификовала  | 11. / 12 |        |
| Францине Петерс   | 1.500 м    |              | 4:26,3        | 4. у гр. 4    | Није се квалификовала | 10. / 14   |                        |          |        |

## Биланс медаља Белгије после 5. Европског првенства у дворани 1970—1975.
|     | ЕП          |   |   |   |   | УП |
| 1—3 | 1970.—1972. | 0 | 0 | 0 | 0 | 0  |
| 4.  | 1973.       | 1 | 2 | 0 | 3 | 7  |
| 5.  | 1974.       | 2 | 1 | 0 | 3 | 9  |
| 6.  | 1975.       | 0 | 1 | 0 | 1 | 10 |
| 1—6 | Укупно      | 3 | 4 | 0 | 7 | 10 |
| --- | ----------- | - | - | - | - | -- |

|    | Атлетичар/ка  |   |   |   |   |
| -- | ------------- | - | - | - | - |
| 1. | Емил Путеманс | 2 | 0 | 0 | 2 |

## Белгијски освајачи медаља  после 5. Европског првенства у дворани 1970—1975.
|    | Атлетичар/ка       | м | ж | ЕП       | Дисциплина |   |   |   |   |
| -- | ------------------ | - | - | -------- | ---------- | - | - | - | - |
| 1. | Емиел Путеманс (1) | м |   | 1973.    | 1.500 м    |   |   |   |   |
| 2. | Херман Мињон       | м |   | 1973.    | 1.500 м    |   |   |   |   |
| 3. | Вили Поленис       | м |   | 1973.    | 3.000 м    |   |   |   | 3 |
| 4. | Алфонс Бријденбах  | м |   | 1974.    | 400 м      |   |   |   |   |
| 5. | Емил Путеманс (2)  | м |   | 1974.    | 3.000 м    |   |   |   |   |
| 6. | Пол Тајсис         | м |   | 1974.    | 3.000 м    |   |   |   | 3 |
| 7. | Иво Ван Даме       | м |   | 1975.    | 800 м      |   |   |   | 1 |
|    | Укупно             | 7 | 0 | 1970—75. |            | 3 | 4 | 0 | 7 |